# Lamingtoniidae
Lamingtoniidae je čeleď brouků z nadčeledi Cucujoidea, obsahující 1 rod se 3 druhy. Čeleď byla nazvána podle národního parku Lamington v Austrálii.

## Taxonomie
- Rod Lamingtonium Sen Gupta & Crowson, 1969
  - Lamingtonium binnaburrense Sen Gupta & Crowson, 1969
  - Lamingtonium loebli Lawrence & Leschen, 2003
  - Lamingtonium thayerae Lawrence & Leschen, 2003